# Bernard Genoud
Bernard Genoud (ur. 22 lutego 1942 w Châtel-Saint-Denis; zm. 21 września 2010) – szwajcarski duchowny katolicki, biskup diecezjalny Lozanny, Genewy i Fryburga w latach 1999-2010.

## Życiorys
22 czerwca 1968 otrzymał święcenia kapłańskie.
18 marca 1999 został mianowany przez Jana Pawła II biskupem diecezjalnym Lozanny, Genewy i Fryburga. Sakry biskupiej udzielił mu 24 maja 1999 poprzednik – Amédée Grab. Zmarł 21 września 2010. Jego następcą został Charles Morerod.